# Списък с епизоди на „Клъцни/Срежи“
Това е списъкът с епизоди на сериала „Клъцни/Срежи“ с оригиналните дати на излъчване в САЩ и България.

## Сезони
| Сезон | Сезон | Епизоди | Излъчване    | Дата на излизане на DVD                                          |
| ----- | ----- | ------- | ------------ | ---------------------------------------------------------------- |
|       | 1     | 13      | 2003 г.      | 15 юни 2004 г.                                                   |
|       | 2     | 16      | 2004 г.      | 30 август 2005 г.                                                |
|       | 3     | 15      | 2005 г.      | 29 август 2006 г.                                                |
|       | 4     | 15      | 2006 г.      | 4 септември 2007 г.                                              |
|       | 5     | 22      | 2007-2009 г. | 30 декември 2008 г. (първа част) 6 октомври 2009 г. (втора част) |
|       | 6     | 19      | 2009-2010 г. | 8 юни 2010 г.                                                    |

## Сезон 1: 2003
| Номер | Заглавие              | Първо излъчване в САЩ | Първо излъчване в България |
| --- | --------------------- | --------------------- | -------------------------- |
| 1 (1-01) | „Пилотен епизод“      | 22 юли 2003 г.        | 24 септември 2005 г.       |
| Старите приятели Шон, улегналият семеен мъж и Крисчън, непоправимият плейбой са партньори в клиника по пластична хирургия. Между тях възниква сериозен конфликт, когато Крисчън оперира колумбийски наркопласьор, издирван от шефа си за изнасилване на шестгодишната му дъщеря. Семейният живот на Шон също изобилства от проблеми. Очевидно хирургът изживява кризата на средната възраст. |                       |                       |                            |
| 2 (1-02) | „Манди/Ранди“         | 29 юли 2003 г.        |                            |
| Две сестри близначки искат да бъдат оперирани, за да се различават една от друга. Шон се изнася от семейния дом и заживява самостоятелно с мисълта за предстоящ развод. Синът му Матю се опитва да се обреже сам, потиснат от реакцията на приятелката си при вида на пениса му. Крисчън е завладян от мисълта за Джулия, близка приятелка от миналото, но и настояща съпруга на партньора му. |                       |                       |                            |
| 3 (1-03) | „Нанет Бабкок“        | 5 август 2003 г.      |                            |
| Шон и Джулия научават за опита на Мат да се обреже сам. Момчето веднага е прието в клиниката, където Крисчън, вече професионално извършва операцията. Междувременно Шон е поел негова пациентка. Бизнесът е сериозно застрашен, когато тя заплашва да съди клиниката, след като е открила, че по време на операцията в тялото ѝ е забравен хирургически инструмент. |                       |                       |                            |
| 4 (1-04) | „София Лопез“         | 12 август 2003 г.     |                            |
| Двамата хирурзи се сблъскват с проблеми, засягащи моралът в техния бизнес. Повдига се въпросът необходимо ли е да се приемат всякакви клиенти с единствената цел да се повиши печалбата на клиниката. Конфликтът между партньорите се разраства. Още повече, че конкуренцията в лицето на друг пластичен хирург – Мерил Боболит – набира скорост, пренебрегвайки всякакви морални принципи. |                       |                       |                            |
| 5 (1-05) | „Кърт Демпси“         | 19 август 2003 г.     |                            |
| В живота на Крисчън се появява бивша любовница. Хванат в неудобен момент, той получава ценен съвет от психоложката на клиниката и посещава среща на Анонимните сексуални маниаци. Нов трус в семейните отношения между Шон и Джулия предизвиква новината за бременността на Джулия. Дали това ще скрепи брака им или окончателно ще разбие семейния им живот? |                       |                       |                            |
| 6 (1-06) | „Меган О'Хара“        | 2 септември 2003 г.   |                            |
| Някой вандалски съсипва собствеността на Крисчън. Дали това е отхвърлен пациент или бивша любовница, обладана от мисълта да си отмъсти? В клиниката се появява пациентка, оперирана от рак на двете гърди. Тя внася нова тръпка в живота на улегналия Шон. Междувременно синът му Мат се оказва въвлечен в нетрадиционно сексуално приключение с момичето, в което е влюбен и момичето, в което е влюбена тя. |                       |                       |                            |
| 7 (1-07) | „Клиф Мантеня“        | 9 септември 2003 г.   |                            |
| Крисчън научава интересни неща от свой пациент. Пред младия необуздан хирург ще се разкрият неподозирани тайни на града, в който зад лъскавите фасади на луксозните сгради се организират разгулни секс оргии. По настояване на Джулия в клиниката е назначен Джуд, неин колега от университета и все по-близък приятел. Мат е разкрит от майка си в момент, в който се забавлява с двете момичета. |                       |                       |                            |
| 8 (1-08) | „Кара Фицджералд“     | 16 септември 2003 г.  |                            |
| Случайно Мат удря с колата си своята съученичка Кара. Не открива тялото, решава, че е пострадала птица и напуска мястото на катастрофата. Когато научава за инцидента, той посещава Кара в болницата и разбира, че заради религиозните си убеждения, майка и отказва адекватно лечение. Убеждава баща си да направи безплатна операция на пострадалото момиче. Подлъган от лъжливите мотиви на пациента си, Крисчън го оперира, за да научи по-късно, че е заличил белег, по който може да бъде разпознат извратен педофил.                                                           |                       |                       |                            |
| 9 (1-09) | „София Лопез II“      | 23 септември 2003 г.  |                            |
| Боболит предлага интересна сделка на Крисчън. Ново Ламборгини срещу приятелката му Кимбърли. Крисчън се съгласява, но когато Кимбърли научава за уговорката, намира начин да си отмъсти. София Лопес, мъжът превърнат по оперативен път в жена, се готви за нова операция. Неочаквано намира близък приятел в лицето на хомосексуалната Лиз – оперативна сестра в клиниката. Джулия разбира, че Джуд, мъжът към когото се привързва все повече, вероятно е най-обикновен жиголо. Взаимоотношенията между Шон и Мегън се задълбочават.                                                 |                       |                       |                            |
| 10 (1-10) | „Адел Кофин“          | 30 септември 2003 г.  |                            |
| Шон и Крисчън трябва да се явят на изпит за квалификация. Крисчън се справя успешно, но Шон, завладян от личните си тревоги напуска по средата на изпита. Ексцентричната госпожа Гръбман е оттеглила иска си срещу клиниката, на в замяна на това настоява да бъдат продължени операциите по разкрасяването ѝ напълно безплатно. Състоянието на Мегън е критично. Ясно е, че нищо не може да ѝ помогне. С помощта на Шон, тя слага край на живота си. Джулия научава за връзката, която са имали Мегън и съпруга ѝ.                                                                   |                       |                       |                            |
| 11 (1-11) | „Монтана/Саси/Правда“ | 7 октомври 2003 г.    |                            |
| В клиниката се появява пациентка с раздвоение на личността, която ще създаде доста проблеми на двамата хирурзи. Джулия решава да направи ДНК-тест на сина си Мат, за да разбере кой в действителност е неговия физиологичен баща. Крисчън научава, че последната му любовница е бременна от него. Дали бащинството ще промени житейския му мироглед? Междувременно Мат и приятелят му Хенри, който е присъствал на катастрофата, се сближават с възстановяващата се Кара. Хенри изпитва силни чувства към младото момиче. Съществува опасност да сподели с нея истината за инцидента. |                       |                       |                            |
| 12 (1-12) | „Антония Рамос“       | 14 октомври 2003 г.   |                            |
| В клиниката се появява стария познайник на хирурзите, наркопласьорът Ескобар. Изнудвайки ги, той ги принуждава да направят операция, отстранявайки имплантантите в гърдите на млада жена. Оказва се, че имплантантите са натъпкани с дрога, а жената по жесток начин е използвана за муле. Появяват се разногласия между Джина и Крисчън, по въпроси, свързани с нейната бременност. |                       |                       |                            |
| 13 (1-13) | „Ескобар Галардо“     | 21 октомври 2003 г.   |                            |
| Крисчън научава, че бившата му приятелка Кимбър е сгодена за конкурента им Боболит, който я използва като подвижна реклама на собствените си постижения като хирург. Ескобар продължава да притиска двамата партньори, които се оказват на негово разположение по 24 часа в денонощието, принудени да извършват операции на „мулетата“. Но полицията е по петите на престъпника и той се съгласява да остави хирурзите намира срещу една последна услуга – пълна промяна на собственото му лице. Дали това не е мечтаната възможност на Шон и Крисчън за отмъщение?                   |                       |                       |                            |

## Сезон 2: 2004
| Номер | Заглавие                   | Първо излъчване в САЩ | Първо излъчване в България |
| --- | -------------------------- | --------------------- | -------------------------- |
| 14 (2-01) | „Ерика Нотън“              | 22 юни 2004 г.        |                            |
| Шон навършва 40 години. Забелязва, че тялото му е остаряло. Нервен тик по време на операция заплашва да сложи край на кариерата му като хирург. Появява се майката на Джулия. Ерика е известна писателка-психоложка, която години наред е впечатлявала с перфектната си външност, но годините са си казали думата. За да си върне предишния дух и самочувствие, тя настоява за козметична операция. Но кой ще я направи? Депресираният ѝ зет или неговия партньор Крисчън, който обаче е бивш и настоящ любовник на Ерика?                                                                                                  |                            |                       |                            |
| 15 (2-02) | „Крисчън Трой“             | 29 юни 2004 г.        |                            |
| По време на сексуална игра Крисчън чупи носа си. Но се притеснява, че състоянието на Шон не позволява приятелят му да проведе успешно операцията. Решава да се оперира сам, но опитът му претърпява провал. В крайна сметка двамата приятели заедно решават проблема и възраждат позагубилото се между тях доверие. Мат научава, че Хенри е арестуван за изнасилването на Кара. Под клетва Мат заявява, че няма нищо общо с автомобилната катастрофа, при която Кара беше ранена. |                            |                       |                            |
| 16 (2-03) | „Маня Мабика“              | 6 юли 2004 г.         |                            |
| Маня е осакатена в детството си от варварски ритуал. С помощта на пластичната хирургия, тя иска да ѝ бъде възвърната чувствителността и да изпитва удоволствието от секса, за което само е чувала. Друг пациент се обръща към хирурзите с молба да му присъдят косми по цялото тяло. Шон се запознава с Ава и я препоръчва като житейски наставник на съпругата си. Възникват проблеми в отношенията между Крисчън и Джина. |                            |                       |                            |
| 17 (2-04) | „Г-жа Гръбман“             | 13 юли 2004 г.        |                            |
| Докато малката Ани влиза в пуберитета, родителите ѝ Джулия и Шон осъзнават, че са навлезли в една по-зряла възраст и се опитват да се преборят с мисълта за собственото си остаряване. Конфликтът между Крисчън и Джина се задълбочава. Изправен пред забраната да вижда сина си, Крисчън решава да търси правата си в съдебната зала. |                            |                       |                            |
| 18 (2-05) | „Джоел Гидеон“             | 20 юли 2004 г.        |                            |
| Шон попада в болница след автомобилна катастрофа. Развива фобия към шофирането и всички потенциално рисковани дейности. Това се отразява и върху работата му. За да преодолее психозата си, пластичният хирург се хвърля към всякакви опасни занимания, което предизвиква гнева на съпругата му. Крисчън изгубва сина си в съдебното дело. Обръща се за подкрепа към Джулия, която намира сили да му признае, че и Матю е негово дете. |                            |                       |                            |
| 19 (2-06) | „Боби Бродърик“            | 27 юли 2004 г.        |                            |
| Боби Бродерик се подлага на липосукция в клиниката по пластична хирургия. След не особено задоволителния резултат, тя решава да си отмъсти като съсипе репутацията на хирурзите. Джулия моли Ава да се заеме с Мат и да го амбицира да повиши успеха си в училище. Същевременно споделя с житейската си наставничка проблеми от своето минало. Ава се досеща, че Шон не е истинският баща на Мат. Заражда се интимна връзка между Ава и Мат. След като е правил секс с нея, момчето разбира, че тя има син, негов връстник.                                                                                                 |                            |                       |                            |
| 20 (2-07) | „Наоми Гейнс“              | 3 август 2004 г.      |                            |
| Манекенка е нападната и обезобразена от маниак. Шон решава да я оперира безплатно, с което да възвърне авторитета на клиниката. Мат е хванат да се прибира у дома късно през нощта. Оправданието му е, че е учил със сина на Ава. Джулия кани на гости Ава и Ейдриън. Ейдриън разкрива пред Джулия, че Ава и синът ѝ имат сексуална връзка. Мат решава да се раздели с Ава, но в опита си да го задържи, тя му разкрива кой е истинският му баща. |                            |                       |                            |
| 21 (2-08) | „Агата Рип“                | 10 август 2004 г.     |                            |
| В клиниката се появява младо момиче с рани, подобни на раните на Христос. Тя твърди, че се е наранила сама, но някои факти ще хвърлят в смут иначе трезвомислещите лекари. Джулия признава пред Шон, че Мат не е негов син. Следва бурна реакция. Лиз забременява след изкуствено оплождане със спермата на Крисчън. Но предварително заявява, че няма да позволи на хирурга да се грижи за бъдещото ѝ дете. Смутена от неизвестността и опасеният, че плодът може да е увреден, Лиз прави аборт. |                            |                       |                            |
| 22 (2-09) | „Роуз и Рейвън Роузенбърг“ | 17 август 2004 г.     |                            |
| Бъдещето на съвместната клиника е застрашено. Шон настоява да се раздели със съдружника си. Но пред двамата се изправя предизвикателството на една изключително тежка операция – разделяне на сиамски близнаци. Дали в тази лична драма, героите няма да открият символиката на собствените си взаимоотношения. Проблемите помежду им стават причина за все по-голяма загуба на пациенти. |                            |                       |                            |
| 23 (2-10) | „Кимбър Хенри“             | 24 август 2004 г.     |                            |
| В живота на хирурзите отново се появява Кимбър – бившата любовница на Крисчън. Но този път, по стечение на обстоятелствата тя става любовница на Шон. След раздялата, Джулия живее на хотел, но отбивайки се в дома си, заварва Кимбър. Отчаяна, съпругата на Шон се напива в един бар, където среща на пръв поглед интересен мъж. Качва се с него в стаята му, но за да избегне насилието, Джулия се обажда на Шон и го моли за помощ. |                            |                       |                            |
| 24 (2-11) | „Наташа Чарлс“             | 31 август 2004 г.     |                            |
| Крисчън се запознава със сляпата Наташа. Интересът му към нея се задълбочава. Очарован е от красотата, която тя му разкрива. В типичния си не особено почтен стил, Крисчън се отървава от потенциален съперник и отвежда Наташа в апартамента си. В стремежа си да си върне Шон, Джулия решава да се подложи на пластична операция за уголемяване на бюста. Появява се майка ѝ, която безуспешно се опитва да събере разбитото семейство. |                            |                       |                            |
| 25 (2-12) | „Джулия Макнамара“         | 7 септември 2004 г.   |                            |
| След инцидента в предишния епизод, Джулия се обръща към Шон и Крисчън с молба да и направят пластична операция. В началото съпругът ѝ отказва, но партньорът му успява да го убеди. По време на операцията, под въздействието на упойката Джулия сънува странен сън. В него тя е женена за Крисчън, но бракът им не е особено сполучлив. Когато се връща в съзнание, тя осъзнава, че Шон е нейната истинска любов. |                            |                       |                            |
| 26 (2-13) | „Ууна Уентуърт“            | 14 септември 2004 г.  |                            |
| Прислужници в дома на богата жена се възползват от временното ѝ отсъствие и прибягват до услугите на евтин пластичен хирург – Боболит – който им инжектира ботокс. След появата на странични ефекти, една от тях се обръща към клиниката Макнамара/Трой. Крисчън се среща със стария си приятел, за да открие, че е пропаднал наркоман. Опитва се да го спаси. Задълбочава се конфликтът между Мат и Ейдриън, синът на Ава. След сериозен училищен скандал, двамата са наказани. Мат започва работа в клиниката и открива, че това му доставя удоволствие. Разкриват се странните взаимоотношения между Ейдриън и майка му. |                            |                       |                            |
| 27 (2-14) | „Труди Най“                | 21 септември 2004 г.  |                            |
| В клиниката по пластична хирургия постъпва жена, чието лице е обезобразено от съпруга ѝ. Шон и Крисчън установяват, че тя е подложена на непрестанен физически тормоз. Шон и Джулия се изправят срещу Ава. Опитват се да я принудят да прекрати връзката си със сина им. |                            |                       |                            |
| 28 (2-15) | „Шон Макнамара“            | 28 септември 2004 г.  |                            |
| Нова обезобразена жертва на серийния изнасилвач постъпва в клиниката. В медиите се вдигатголям шум около имената да новите герои – Шон и Крисчън. Касапинът издебва Шон, порязва лицето му и го заплашва, че ще бъде убит, ако оперира още една от жертвите му. Крисчън разбира, че бившата му приятелка Джина е заразена с вируса на СПИН. Прави си тест и се свързва с всичките си бивши любовници. Тестът се оказва отрицателен. Крисчън се среща с малкия Уилбър. |                            |                       |                            |
| 29 (2-16) | „Джоан Ривърс“             | 5 октомври 2004 г.    |                            |
| Джоан Ривърс, добре поддържана (не без помощта на пластичната хирургия) възрастна жена, решава да си върне естествения вид заради чувството, че лъже внука си. Но когато вижда как би изглеждала без всичките ѝ направени операции, бързо се отказва от идеята. Шон и Крисчън разкриват тъмната тайна на Ава. В резултат на това, Ава и синът ѝ завинаги изчезват от живота им. Шон се готви да посрещне смело следващата атака на Касапина. Но този път жертвата се оказва друг – Крисчън Трой. |                            |                       |                            |

## Сезон 3: 2005
| Номер     | Заглавие              | Първо излъчване в САЩ | Първо излъчване в България |
| --------- | --------------------- | --------------------- | -------------------------- |
| 30 (3-01) | „Мамчето Бун“         | 20 септември 2005 г.  | 20 юни 2007 г.             |
|           |                       |                       |                            |
| 31 (3-02) | „Кики“                | 27 септември 2005 г.  | 21 юни 2007 г.             |
|           |                       |                       |                            |
| 32 (3-03) | „Дерек, Алекс и Гари“ | 4 октомври 2005 г.    | 25 юни 2007 г.             |
|           |                       |                       |                            |
| 33 (3-04) | „Риа Рейнолдс“        | 11 октомври 2005 г.   | 26 юни 2007 г.             |
|           |                       |                       |                            |
| 34 (3-05) | „Гранвил Трап“        | 18 октомври 2005 г.   | 27 юни 2007 г.             |
|           |                       |                       |                            |
| 35 (3-06) | „Франкенлаура“        | 25 октомври 2005 г.   | 28 юни 2007 г.             |
|           |                       |                       |                            |
| 36 (3-07) | „Бен Уайт“            | 1 ноември 2005 г.     | 2 юли 2007 г.              |
|           |                       |                       |                            |
| 38 (3-08) | „Томи Болтън“         | 8 ноември 2005 г.     | 3 юли 2007 г.              |
|           |                       |                       |                            |
| 39 (3-09) | „Мадисън Бърг“        | 15 ноември 2005 г.    | 4 юли 2007 г.              |
|           |                       |                       |                            |
| 40 (3-10) | „Аби Мейс“            | 22 ноември 2005 г.    | 5 юли 2007 г.              |
|           |                       |                       |                            |
| 41 (3-11) | „Сал Пери“            | 29 ноември 2005 г.    | 6 юли 2007 г.              |
|           |                       |                       |                            |
| 42 (3-12) | „Джой Крингъл“        | 6 декември 2005 г.    | 9 юли 2007 г.              |
|           |                       |                       |                            |
| 43 (3-13) | „Чери Пек (1)“        | 13 декември 2005 г.   | 10 юли 2007 г.             |
|           |                       |                       |                            |
| 44 (3-14) | „Куентин Коста (2)“   | 20 декември 2005 г.   | 11 юли 2007 г.             |
|           |                       |                       |                            |
| 28 (2-15) | „Шон Макнамара“       | 20 декември 2005 г.   | 12 юли 2007 г.             |
|           |                       |                       |                            |

## Сезон 4: 2006
| Номер     | Заглавие               | Първо излъчване в САЩ | Първо излъчване в България |
| --------- | ---------------------- | --------------------- | -------------------------- |
| 45 (4-01) | „Синди Плъмб“          | 5 септември 2006 г.   | 16 януари 2008 г.          |
|           |                        |                       |                            |
| 46 (4-02) | „Блу Мондей“           | 12 септември 2006 г.  | 17 януари 2008 г.          |
|           |                        |                       |                            |
| 47 (4-03) | „Моника Уайлдър“       | 19 септември 2006 г.  | 18 януари 2008 г.          |
|           |                        |                       |                            |
| 48 (4-04) | „Шери Нобъл“           | 26 септември 2006 г.  | 21 януари 2008 г.          |
|           |                        |                       |                            |
| 49 (4-05) | „Доун Бъдж“            | 3 октомври 2006 г.    | 22 януари 2008 г.          |
|           |                        |                       |                            |
| 50 (4-06) | „Фейт Уолпър“          | 10 октомври 2006 г.   | 23 януари 2008 г.          |
|           |                        |                       |                            |
| 51 (4-07) | „Бърт Ландау“          | 17 октомври 2006 г.   | 24 януари 2008 г.          |
|           |                        |                       |                            |
| 52 (4-08) | „Конър Макнамара“      | 24 октомври 2006 г.   | 25 януари 2008 г.          |
|           |                        |                       |                            |
| 53 (4-09) | „Лиз Круз“             | 31 октомври 2006 г.   | 28 януари 2008 г.          |
|           |                        |                       |                            |
| 39 (4-10) | „Мерил Боболит“        | 7 ноември 2006 г.     | 29 януари 2008 г.          |
|           |                        |                       |                            |
| 54 (4-11) | „Конър Макнамара 2026“ | 14 ноември 2006 г.    | 30 януари 2008 г.          |
|           |                        |                       |                            |
| 56 (4-12) | „Даяна Лъби“           | 21 ноември 2006 г.    | 31 януари 2008 г.          |
|           |                        |                       |                            |
| 57 (4-13) | „Джойнт“               | 28 ноември 2006 г.    | 1 февруари 2008 г.         |
|           |                        |                       |                            |
| 58 (4-14) | „Уили Уорд“            | 5 декември 2006 г.    | 4 февруари 2008 г.         |
|           |                        |                       |                            |
| 59 (4-15) | „Гала Галардо“         | 12 декември 2006 г.   | 5 февруари 2008 г.         |
|           |                        |                       |                            |

## Сезон 5: 2007-2009
| Номер     | Заглавие                          | Първо излъчване в САЩ | Първо излъчване в България |
| --------- | --------------------------------- | --------------------- | -------------------------- |
| 60 (5-01) | „Карли Самърс“                    | 30 октомври 2007 г.   | 6 юли 2009 г.              |
|           |                                   |                       |                            |
| 61 (5-02) | „Джойс и Шарън Монро“             | 6 ноември 2007 г.     | 7 юли 2009 г.              |
|           |                                   |                       |                            |
| 62 (5-03) | „Еверет Поу“                      | 13 ноември 2007 г.    | 8 юли 2009 г.              |
|           |                                   |                       |                            |
| 63 (5-04) | „Доун Бъдж II“                    | 20 ноември 2007 г.    | 9 юли 2009 г.              |
|           |                                   |                       |                            |
| 64 (5-05) | „Чаз Дарлинг“                     | 27 ноември 2007 г.    | 10 юли 2009 г.             |
|           |                                   |                       |                            |
| 65 (5-06) | „Деймиън Сандс“                   | 4 декември 2007 г.    | 13 юли 2009 г.             |
|           |                                   |                       |                            |
| 66 (5-07) | „Д-р Джошуа Лий“                  | 11 декември 2007 г.   | 14 юли 2009 г.             |
|           |                                   |                       |                            |
| 67 (5-08) | „Дюк Колинс“                      | 18 декември 2007 г.   | 15 юли 2009 г.             |
|           |                                   |                       |                            |
| 68 (5-09) | „Рейчъл Бен Нейтън“               | 15 януари 2008 г.     | 16 юли 2009 г.             |
|           |                                   |                       |                            |
| 69 (5-10) | „Магда и Джеф“                    | 22 януари 2008 г.     | 17 юли 2009 г.             |
|           |                                   |                       |                            |
| 70 (5-11) | „Кайл Ейнг“                       | 29 януари 2008 г.     | 20 юли 2009 г.             |
|           |                                   |                       |                            |
| 71 (5-12) | „Лулу Грандирън“                  | 5 февруари 2008 г.    | 21 юли 2009 г.             |
|           |                                   |                       |                            |
| 72 (5-13) | „Оугъст Уолдън“                   | 12 февруари 2008 г.   | 22 юли 2009 г.             |
|           |                                   |                       |                            |
| 73 (5-14) | „Кенди Ричардс“                   | 19 февруари 2008 г.   | 23 юли 2009 г.             |
|           |                                   |                       |                            |
| 74 (5-15) | „Рони Чейс“                       | 6 януари 2009 г.      | 24 юли 2009 г.             |
|           |                                   |                       |                            |
| 75 (5-16) | „Джийн Шели“                      | 13 януари 2009 г.     | 27 юли 2009 г.             |
|           |                                   |                       |                            |
| 76 (5-17) | „Рокси Сейнт Джеймс“              | 27 януари 2009 г.     | 28 юли 2009 г.             |
|           |                                   |                       |                            |
| 77 (5-18) | „Рики Уелс“                       | 3 февруари 2009 г.    | 29 юли 2009 г.             |
|           |                                   |                       |                            |
| 78 (5-19) | „Мани Скърит“                     | 10 февруари 2009 г.   | 30 юли 2009 г.             |
|           |                                   |                       |                            |
| 79 (5-20) | „Бъди Сабри“                      | 17 февруари 2009 г.   | 31 юли 2009 г.             |
|           |                                   |                       |                            |
| 80 (5-21) | „Алегра Калдерело“                | 24 февруари 2009 г.   | 3 август 2009 г.           |
|           |                                   |                       |                            |
| 81 (5-22) | „Жизел Блейлок и Леджънд Чандлър“ | 3 март 2009 г.        | 4 август 2009 г.           |

## Сезон 6: 2009-2010
| Номер      | Заглавие                | Първо излъчване в САЩ | Първо излъчване в България |
| ---------- | ----------------------- | --------------------- | -------------------------- |
| 82 (6-01)  | „Дон Хобърман“          | 14 октомври 2009 г.   | 13 септември 2010 г.       |
|            |                         |                       |                            |
| 83 (6-02)  | „Енигма“                | 21 октомври 2009 г.   | 14 септември 2010 г.       |
|            |                         |                       |                            |
| 84 (6-03)  | „Бриджит Райнхарт“      | 28 октомври 2009 г.   | 15 септември 2010 г.       |
|            |                         |                       |                            |
| 85 (6-04)  | „Джени Джъгс“           | 4 ноември 2009 г.     | 16 септември 2010 г.       |
|            |                         |                       |                            |
| 86 (6-05)  | „Абигейл Съливан“       | 11 ноември 2009 г.    | 17 септември 2010 г.       |
|            |                         |                       |                            |
| 87 (6-06)  | „Алексис Стоун“         | 18 ноември 2009 г.    | 21 септември 2010 г.       |
|            |                         |                       |                            |
| 88 (6-07)  | „Алексис Стоун II“      | 25 ноември 2009 г.    | 22 септември 2010 г.       |
|            |                         |                       |                            |
| 89 (6-08)  | „Лола Влодковски“       | 2 декември 2009 г.    | 23 септември 2010 г.       |
|            |                         |                       |                            |
| 90 (6-09)  | „Бени Нилсън“           | 9 декември 2009 г.    | 23 септември 2010 г.       |
|            |                         |                       |                            |
| 91 (6-10)  | „Лесли Кловис“          | 16 декември 2009 г.   | 24 септември 2010 г.       |
|            |                         |                       |                            |
| 92 (6-11)  | „Дан Дейли“             | 6 януари 2010 г.      | 28 септември 2010 г.       |
|            |                         |                       |                            |
| 93 (6-12)  | „Уилоу Банкс“           | 13 януари 2010 г.     | 28 септември 2010 г.       |
|            |                         |                       |                            |
| 94 (6-13)  | „Джоел Сийбрук“         | 20 януари 2010 г.     | 29 септември 2010 г.       |
|            |                         |                       |                            |
| 95 (6-14)  | „Шийла Карлтън“         | 27 януари 2010 г.     | 30 септември 2010 г.       |
|            |                         |                       |                            |
| 96 (6-15)  | „Вирджиния Хейс“        | 3 февруари 2010 г.    | 1 октомври 2010 г.         |
|            |                         |                       |                            |
| 97 (6-16)  | „Д-р Грифин“            | 10 февруари 2010 г.   | 4 октомври 2010 г.         |
|            |                         |                       |                            |
| 98 (6-17)  | „Крисчън Трой II“       | 17 февруари 2010 г.   | 5 октомври 2010 г.         |
|            |                         |                       |                            |
| 99 (6-18)  | „Уолтър и Едит Крийгър“ | 24 февруари 2010 г.   | 6 октомври 2010 г.         |
|            |                         |                       |                            |
| 100 (6-19) | „Хиро Йошимура“         | 3 март 2010 г.        | 7 октомври 2010 г.         |